# KVC Westerlo
El Koninklijke Voetbal Club Westerlo es un club de fútbol de la ciudad belga de Westerlo, en la provincia de Amberes. Fue fundado en 1933 y juega en la Primera División de Bélgica. Está afiliado a la Real Asociación Belga de Fútbol con el número de matrícula 2024.

## Historia
Un grupo de estudiantes funda en 1917 el club Sportkring De Bist Westerlo en Westerlo, pero cesa prematuramente sus actividades en 1922. De 1924 a 1930, también existió durante algunos años el club Westerlo Football Club, que estaba afiliado a la Asociación Belga de Fútbol con el número de matrícula 379. Bist Sport finalmente reapareció en 1931. El nombre cambia a Sportkring Westerloo cuando se unen a la Real Asociación Belga de Fútbol el 1 de octubre de 1933, donde se le asigna el número matrícula 2027. Sin embargo, algunos jugadores dejaron el club y se fundó Westerloo Sport, que se unió a la KBVB en la misma fecha que el otro club y obtuvo el número de matrícula 2024. Finalmente quedó un solo club el 5 de agosto de 1942, Voetbalclub Westerlo, que continuó jugando con la matrícula 2024. El otro club con matrícula 2027 desapareció. Aunque hubo un acercamiento entre los dos presidentes, Dean Fierens y René Bens, la asociación de fútbol no había reconocido oficialmente una fusión.
VC Westerlo apareció por primera vez en la división de promoción nacional (Cuarta) en 1968, inmediatamente salió campeón y así ascendió a Tercera División. Sin embargo, después de dos temporadas en Tercera, el club descendió y una década después, en 1981, el club incluso bajó hasta la Primera Provincial. En 1984 volvieron a subir a Cuarta División y como la última vez, fueron campeones y volvieron a ascender después de una temporada. Esta vez Westerlo supo mantenerse y finalmente se llevó el título de Tercera División en 1993, por lo que el club jugaría en Segunda División por primera vez en su historia. Tras cuatro campañas en Segunda, Westerlo terminó segundo, disputó el play-off de ascenso y así accedió a Primera División. Mientras tanto, habían recibido el título 'real' en 1994, por lo que en 1995 el nombre del club se convirtió oficialmente en Koninklijke Voetbalclub Westerlo.

### 15 años en la élite
El club se ganó el apelativo de matagigantes en casa en sus primeros años en Primera División. En la temporada 1999/00, solo se perdió una vez en 't Kuipje, fue con el Lierse SK por 0-2. Grandes clubes belgas como el Brujas y Standard de Lieja cayeron y RSC Anderlecht fue goleado por 5-0. Anderlecht también había sido goleado la temporada anterior por 6-0. Además, el club estableció un récord al vencer al KV Mechelen por 8-0 en casa. Westerlo pudo alzar en la temporada 2000-01 la Copa de Bélgica por primera vez en la historia del club, al vencer 1-0 al Lommel en la final. Las temporadas que siguieron fueron menos exitosas. La columna vertebral del equipo se marchó, Westerlo no tenía los recursos económicos para reemplazarla y se convirtió en un equipo de la clase baja de la liga belga.
Bajo el liderazgo del presidente Herman Wijnants, se establecieron colaboraciones con clubes extranjeros como Feyenoord y Chelsea FC y algunos jugadores extranjeros prometedores fueron cedidos a Westerlo. La temporada 2005-06 trajo consigo algunos cambios importantes. Jan Ceulemans se marchó del banquillo al Club Brugge después de seis temporadas. Fue sucedido por Herman Helleputte. Durante el mismo verano, algunos grandes nombres belgas se sintieron atraídos, como los ex Red Devils Ronny Gaspercic y Nico Van Kerckhoven. El equipo terminó el año 2005 en cuarto puesto, a sólo un punto del tercero. Sin embargo, durante el mercado de invierno su mejor delantero Jackson Coelho se marchó al Getafe. En la segunda vuelta, el equipo bajó sus prestaciones y acabó la temporada en noveno lugar.
Tras el regreso de Jan Ceulemans como entrenador, Westerlo se estableció en el cuadro medio superior de Primera y cosechó muchos elogios por su regularidad. Además, el club también era conocido por su olfato para fichar goleadores a precio asequible. En la temporada 2006/2007 fue el nigeriano Patrick Ogunsoto, que hizo 20 goles en su primera temporada. En 2008/2009, el colombiano Jaime Alfonso Ruiz ganó el título de máximo goleador de Primera División con 16 goles. El brasileño Paulo Henrique Carneiro Filho fue el siguiente delantero en la temporada 2010/2011. Aunque no jugó una temporada completa, anotó 18 goles.
La temporada 2010/11 fue otro buen año para KVC Westerlo. Ganaron el Play-off 2 y volvieron a disputar la final de la Copa de Bélgica, que perdieron por 2-0 ante el Standard Liège. En la UEFA Europa League que resultó de esta final de copa, Westerlo ganó un partido internacional oficial por primera vez, se ganó por 0-1 en TPS Turku.
Sin embargo, 2011/12 anunció el final de una estancia ininterrumpida de 15 años en la primera clase. El club nunca alcanzó su nivel normal debido a una carga de lesiones sin precedentes (hasta 16 jugadores lesionados a principios de diciembre de 2011) y terminó en penúltimo lugar al final de la temporada. Como resultado, el club tuvo que disputar una ronda final para seguir jugando en la máxima división. Westerlo no pudo recuperarse y terminó tercero en la liguilla contra los mejores de Segunda, abandonado la élite 15 años después.

### Adquisición
KVC Westerlo fue adquirido por el empresario turco Oktay Ercan en 2019. Inmediatamente anunció que KVC Westerlo seguiría siendo un club familiar local, pero que también se centraría más en sus aspectos sociales y sus ambiciones deportivas. Está construyendo Westerlo 2024 junto a todas las partes interesadas.
A medio plazo, su objetivo es que Westerlo se una de forma permanente a los 16 mejores equipos de fútbol de Bélgica. Nos esforzamos por alcanzar nuestro objetivo basándonos en el realismo, una estructura financiera viable, inversiones en educación y un flujo fluido de jóvenes jugadores hacia el primer equipo.

### Proyecto KVC Westerlo 2024[1]
El Proyecto 2024, en un guiño al número de matrícula, impone una serie de metas ambiciosas y realistas.
A medio plazo, KVC Westerlo quiere unirse de forma permanente a uno de los mejores clubes de la Jupiler Pro League belga y jugar al fútbol europeo. Esto se hace sobre la base del realismo, una estructura financiera viable, inversiones en la academia y una progresión fluida hacia el primer equipo. Además, el club quiere mantener el excelente programa juvenil, centrarse en la dimensión social del fútbol contemporáneo y garantizar una excelente sinergia entre el primer equipo, los juveniles, la afición y las partes interesadas.
La plantilla existente se amplió con expertos que tienen un valor añadido directo para el club. A nivel financiero, se realizan los máximos esfuerzos para aprovechar las oportunidades sociales y comerciales presentes, mientras que los costos deben ser manejables en todo momento.
Para hacer posible el crecimiento deportivo y financiero, hemos invertido mucho en una infraestructura renovada. Mientras tanto, se han inyectado 3 millones de euros para modernizar las instalaciones y edificios y prepararlos para el KVC Westerlo 2024. El campo, pero también los banquillos, Club 1000, Theme café 't Kuipje, los vestuarios y la sala de prensa. El acabado del complejo Westel Magic Synergy subraya claramente las ambiciones deportivas
Los objetivos deportivos están claros. KVC Westerlo no solo aspira a un lugar entre los 16 mejores clubes de fútbol belgas, sino que también quiere asegurar ese lugar a largo plazo. Por eso, en primer lugar, se conserva lo bueno, es decir, el departamento de juventud y la academia. Estos departamentos están totalmente respaldados en este proceso para optimizar el flujo. El aparato de scouting también se está ampliando aún más y es más probable que los jugadores jóvenes reciban contratos y oportunidades. La juventud y la exploración en combinación con refuerzos específicos y objetivos realistas deberían allanar el camino para el ascenso a Primera División.

## Temporada a temporada
| Temporada | División | División | División | División | División | División | División | Denominación       | Puntos | Observaciones |
|           | I        | I        | II       | III      | IV       | P.I      | P.II     |                    |        | |
| --------- | -------- | -------- | -------- | -------- | -------- | -------- | -------- | ------------------ | ------ | --- |
| 1959/60   |          |          |          |          |          |          | 5        | Segunda Prov Antw. | 35     | |
| 1960/61   |          |          |          |          |          |          | 1        | Segunda Prov Antw. | 43     | |
| 1961/62   |          |          |          |          |          | 11       |          | Primera Prov Antw. | 27     | |
| 1962/63   |          |          |          |          |          | 8        |          | Primera Prov Antw. | 31     | |
| 1963/64   |          |          |          |          |          | 4        |          | Primera Prov Antw. | 36     | |
| 1964/65   |          |          |          |          |          | 3        |          | Primera Prov Antw. | 43     | |
| 1965/66   |          |          |          |          |          | 5        |          | Primera Prov Antw. | 33     | |
| 1966/67   |          |          |          |          |          | 4        |          | Primera Prov Antw. | 37     | |
| 1967/68   |          |          |          |          |          | 1        |          | Primera Prov Antw. | 48     | |
| 1968/69   |          |          |          |          | 1        |          |          | Cuarta B           | 44     | |
| 1969/70   |          |          |          | 2        |          |          |          | Tercera B          | 37     | |
| 1970/71   |          |          |          | 15       |          |          |          | Tercera A          | 25     | |
| 1971/72   |          |          |          |          | 2        |          |          | Cuarta C           | 39     | |
| 1972/73   |          |          |          |          | 11       |          |          | Cuarta C           | 27     | |
| 1973/74   |          |          |          |          | 5        |          |          | Cuarta B           | 37     | |
| 1974/75   |          |          |          |          | 3        |          |          | Cuarta B           | 38     | |
| 1975/76   |          |          |          |          | 9        |          |          | Cuarta C           | 27     | |
| 1976/77   |          |          |          |          | 9        |          |          | Cuarta C           | 28     | |
| 1977/78   |          |          |          |          | 10       |          |          | Cuarta B           | 28     | |
| 1978/79   |          |          |          |          | 11       |          |          | Cuarta C           | 28     | |
| 1979/80   |          |          |          |          | 13       |          |          | Cuarta C           | 23     | |
| 1980/81   |          |          |          |          | 16       |          |          | Cuarta B           | 21     | |
| 1981/82   |          |          |          |          |          | 15       |          | Primera Prov Antw. | 16     | |
| 1982/83   |          |          |          |          |          |          | 1        | Segunda Prov Antw. | 47     | |
| 1983/84   |          |          |          |          |          | 1        |          | Primera Prov Antw. | 48     | |
| 1984/85   |          |          |          |          | 1        |          |          | Cuarta C           | 47     | |
| 1985/86   |          |          |          | 9        |          |          |          | Tercera B          | 30     | |
| 1986/87   |          |          |          | 3        |          |          |          | Tercera B          | 39     | |
| 1987/88   |          |          |          | 6        |          |          |          | Tercera B          | 31     | |
| 1988/89   |          |          |          | 4        |          |          |          | Tercera B          | 33     | |
| 1989/90   |          |          |          | 8        |          |          |          | Tercera B          | 30     | |
| 1990/91   |          |          |          | 12       |          |          |          | Tercera B          | 25     | |
| 1991/92   |          |          |          | 4        |          |          |          | Tercera B          | 38     | |
| 1992/93   |          |          |          | 1        |          |          |          | Tercera B          | 44     | |
| 1993/94   |          |          | 11       |          |          |          |          | Segunda            | 36     | |
| 1994/95   |          |          | 6        |          |          |          |          | Segunda            | 37     | |
| 1995/96   |          |          | 12       |          |          |          |          | Segunda            | 41     | |
| 1996/97   |          |          | 2        |          |          |          |          | Segunda            | 65     | gana play-off con 13 puntos |
| 1997/98   | 12       | 12       |          |          |          |          |          | Primera Div.       | 41     | |
| 1998/99   | 12       | 12       |          |          |          |          |          | Primera Div.       | 40     | |
| 1999/00   | 6        | 6        |          |          |          |          |          | Primera Div.       | 56     | |
| 2000/01   | 8        | 8        |          |          |          |          |          | Primera Div.       | 53     | |
| 2001/02   | 14       | 14       |          |          |          |          |          | Primera Div.       | 36     | |
| 2002/03   | 10       | 10       |          |          |          |          |          | Primera Div.       | 40     | |
| 2003/04   | 6        | 6        |          |          |          |          |          | Primera Div.       | 52     | |
| 2004/05   | 12       | 12       |          |          |          |          |          | Primera Div.       | 39     | |
| 2005/06   | 9        | 9        |          |          |          |          |          | Primera Div.       | 46     | |
| 2006/07   | 8        | 8        |          |          |          |          |          | Primera Div.       | 46     | |
| 2007/08   | 9        | 9        |          |          |          |          |          | Primera Div.       | 45     | |
| 2008/09   | 6        | 6        |          |          |          |          |          | Primera Div.       | 52     | |
| 2009/10   | 12       | 12       |          |          |          |          |          | Primera Div.       | 32     | gana play-off II B con 10 puntos, pierde final contra KRC Genk |
| 2010/11   | 8        | 8        |          |          |          |          |          | Primera Div.       | 41     | gana play-off II B con 12 puntos, gana final contra Cercle Brugge |
| 2011/12   | 15       | 15       |          |          |          |          |          | Primera Div.       | 20     | gana play-off III, luego descenso vía ronda final |
| 2012/13   |          |          | 3        |          |          |          |          | Segunda            | 63     | Tercero en play-off con Cercle Brugge, Royal Mouscron-Péruwelz y White Star Woluwe FC                                                                                      |
| 2013/14   |          |          | 1        |          |          |          |          | Segunda            | 78     | Campeón |
| 2014/15   | 11       | 11       |          |          |          |          |          | Primera Div.       | 33     | |
| 2015/16   | 15       | 15       |          |          |          |          |          | Primera Div.       | 30     | |
|           | 1A       | 1B       | 1Am      | 2Am      | 3Am      | P.I      | P.II     |                    |        | desde 2016-17 hay 3 niveles nacionales y 2 regionales |
| 2016/17   | 16       |          |          |          |          |          |          | Primera Div.       | 23     | |
| 2017/18   |          | 7        |          |          |          |          |          | Segunda            | 27     | |
| 2018/19   |          | 4        |          |          |          |          |          | Segunda            | 34     | |
| 2019/20   |          | 1        |          |          |          |          |          | Segunda            | 49     | Debido a que Westerlo no ganó ninguna vuelta del campeonato no jugó una final de ascenso, no se le permitió ascender a pesar del primer lugar en la clasificación general. |
| 2020/21   |          | 4        |          |          |          |          |          | Segunda            | 43     | |
| 2021/22   |          | 1        |          |          |          |          |          | Segunda            | 56     | Campeón |
| 2022/23   | 7        |          |          |          |          |          |          | Primera            | 51     | |
| 2023/24   | 11       |          |          |          |          |          |          | Primera            | 30     | |

## Palmarés
- Copa de Bélgica (1): 2001

finalista (1x): 2011
- Segunda División de Bélgica (2): 2014, 2022

- Tercera División de Bélgica (1): 1993

- Cuarta División de Bélgica (2): 1969,1985

## Uniforme
- Uniforme titular: Camiseta amarilla, pantalón azul, medias amarillas.
- Uniforme alternativo: Camiseta blanca, pantalón blanco, medias blancas.

## Participación en competiciones de la UEFA
| Temporada | Torneo             | Ronda            | Club             | Cómputo global | Casa | Visita |
| --------- | ------------------ | ---------------- | ---------------- | -------------- | ---- | ------ |
| 2000      | UEFA Intertoto Cup | 1                | Primorje         | 0-11           | 0–6  | 0–5    |
| 2001–02   | UEFA Cup           | 1                | Hertha de Berlín | 0-3            | 0–2  | 0–1    |
| 2004      | UEFA Intertoto Cup | 2                | Tescoma Zlín     | 0-3            | 0–0  | 0–3    |
| 2011–12   | UEFA Europa League | Clasificatoria 2 | TPS Turku        | 1-0            | 0–0  | 1–0    |
| 2011–12   | UEFA Europa League | Clasificatoria 3 | Young Boys       | 1-5            | 0–2  | 1–3    |

### Récord europeo
| Torneo                   | Apariciones | J | G | E | P | GF | GC |
| ------------------------ | ----------- | - | - | - | - | -- | -- |
| UEFA Cup / Europa League | 2           | 6 | 1 | 1 | 4 | 2  | 8  |
| UEFA Intertoto Cup       | 2           | 4 | 0 | 1 | 3 | 0  | 14 |